# René Deck
René Deck (8 giugno 1945) è un ex calciatore svizzero, di ruolo portiere.

## Carriera

### Club
Durante la sua carriera ha vinto un campionato svizzero e una Coppa di Lega svizzera, passando la maggior parte della sua carriera in patria ad eccezione di alcune esperienze in Grecia e in Germania.
Vanta 12 presenze nelle competizioni UEFA per club.

### Nazionale
Esordisce il 26 settembre 1971 contro la Turchia (7-0).

## Palmarès

### Club

#### Competizioni nazionali
- Campionato svizzero: 1

Grasshoppers: 1970-1971
- Coppa di Lega svizzera: 1

Grasshoppers: 1973-1974